# عدوى خبيئية
عدوى خبيئية أو عدوى خفية (بالإنجليزية: Cryptic infection)‏ هي عدوى تحدث بِسبب ممراض مجهول حتى اللحظة، وهو بمثابة الهدف المُباشرة للاستجابة المناعية (التهاب).